# BITOI
BITOI (akronym för Bass Is The Original Instrument) är ett experimentellt musikprojekt från Sverige och Danmark, bildat 2022. Gruppen kombinerar elbas och vokal musik och hämtar inspiration från fågelläten och fonetiska vokaltekniker.

## Karriär
BITOI grundades av den svensk-etiopiske elbasisten och kompositören Cassius Lambert tillsammans med vokalisterna Alexandra Shabo, Lise Kroner och Anja Tietze Lahrmann. Gruppen utgår från Malmö och Köpenhamn och är verksam inom en genreblandning av experimentell musik, folkmusik och elektroniska ljudlandskap.
Gruppen debuterade live på Intonal Festival 2023 och har sedan dess framträtt på festivaler som Le Guess Who?, Roskildefestivalen, Clandestino Festival, Copenhagen Jazz Festival och Pasaggi Sonori i Italien. Under 2024 genomförde BITOI en turné i Japan där de samarbetade med den okinawanska musikern Aragaki Mutsumi.
BITOI släppte sin första EP, -O-, som digital självutgivning 2024. Debutalbumet Sirkulu gavs ut i mars 2025 på det svenska skivbolaget Supertraditional och mottogs med mycket god kritik.

## Musik och stil
BITOI:s musik utforskar samspelet mellan mänsklig röst och elbas. Texterna bygger på fonetiska tolkningar av fågelläten och framförandet inkluderar tekniker såsom halstrummande, visslingar och vindliknande ljud. Gruppen har beskrivits som meditativ, innovativ och känslomässigt engagerande, och deras uttryck förenar sårbarhet med styrka.

## Mottagande
BITOI har fått positiv uppmärksamhet i både svensk och internationell musikpress. Sydsvenskan skrev att gruppen "tillfredsställer basala behov du inte visste att du hade" och Ystads Allehanda betonade deras förankring i både nordisk och afrikansk ljudvärld. Lira kallade i sin recension Sirkulu BITOI för "ett fritänkande och vidöppet musikaliskt projekt som imponerar i sina intima och stämningsfyllda uttryck".
I utländsk press har bland annat Dansende Beren och Written in Music lyft fram BITOI. Crack Magazine beskrev deras konsert på Intonal Festival som "själsrenande", medan The Wire kallade deras musik för "en folkloristisk ljudbild som är lika tidlös som den är främmande".

## Diskografi
- -O- (EP, 2024, självutgiven)
- Sirkulu (Album, 2025, Supertraditional)

## Utmärkelser
- Årets Nykomling vid Folk- och världsmusikgalan 2025.

Juryns motivering: "Med odiskutabel musikalisk skicklighet samt innovativ och lekfull användning av folkliga instrumenttekniska ideal har gruppen dundrat in på folk- och världsmusikscener i Sverige såväl som internationellt. Musikernas detaljrika arrangemang, gripande sceniska närvaro och sömlösa samspel bidrar till deras unika sound och originella ljudlandskap. Årets nykomling har med stort driv och engagemang förankrat och spridit sin musikaliska idé under 2023 och 2024."

## Medlemmar
- Cassius Lambert – elbas, komposition
- Alexandra Shabo – sång
- Lise Kroner – sång
- Anja Tietze Lahrmann – sång